# Ctenoplana yurii
Ctenoplana yurii är en kammanetart som först beskrevs av Dawydoff 1929.  Ctenoplana yurii ingår i släktet Ctenoplana och familjen Ctenoplanidae. Inga underarter finns listade i Catalogue of Life.